# Saut Banua Simanosor
Saut Banua Simanosor is een bestuurslaag in het regentschap Tapanuli Selatan van de provincie Noord-Sumatra, Indonesië. Saut Banua Simanosor telt 620 inwoners (volkstelling 2010).